# Wheatley (Hampshire)
Wheatley – osada w Anglii, w hrabstwie Hampshire, w dystrykcie East Hampshire. Leży 37 km na wschód od miasta Winchester i 66 km na południowy zachód od Londynu.